# Collemopsidiomycetes
Collemopsidiomycetes es una clase de hongos ascomicetos de la subdivisión Pezizomycotina que contiene una familia Xanthopyreniaceae y un género independiente Collemopsidium.  Esta clase incluye líquenes que viven en endosimbiosis con cianobacterias.

## Características
Los hongos de esta clase tienen formas crustosas, epilíticas o endolíticas y contienen un talo compuesto de hifas finas de forma laxa asociadas con cianobacterias y desarrollo de ascocarpos. El ascocarpo es peritecio, solitario, unilocular, con un excípulo carbonizado a hialino con fisis ramificadas y anastomosadas, a menudo irregularmente gruesos, en forma de red. Las ascas son bitunicadas o fisitunicadas, con cámara ocular, ovoides a subcilíndricos, generalmente pedunculadas. La reproducción es sexual y las ascosporas son hialinas (rara vez parduscas en especímenes maduros), de formas oblongas a ovoide-fusiformes, uniseptadas, con un perisporo gelatinoso generalmente presente y un conidioma picnidial. Las células son conidiógenas cilíndricas y la conidiogénesis es fialídica. Los conidios son baciliformes a elipsoides. Algunos de ellos son ectosimbiontes de cirrípedos.

## Sistemática
Se clasifican de la siguiente manera:
- Collemopsidiomycetes
  - Collemopsidium
  - Xanthopyreniaceae
    - Collemopsidiomyces
    - Didymellopsis
    - Pseudarthopyrenia
    - Xanthoporina
    - Xanthopyrenia
    - Zwackhiomyces
    - Zwackhiomacromyces